# Stazione di Brockley
La stazione di Brockley è una stazione ferroviaria posta lungo la ferrovia Londra-Brighton, nel quartiere omonimo nel borgo londinese di Lewisham.

## Movimento
La stazione è servita dalla linea East London della London Overground, con treni operati da Arriva Rail London per conto di Transport for London.